# Until It Beats No More
"Until It Beats No More" é uma canção da cantora norte-americana Jennifer Lopez, gravada para o seu sétimo álbum de estúdio Love?. Foi escrita e produzida por Troy "Radio" Johnson, com auxílio na composição de Evan Bogart e Jörgen Elofsson. A sua gravação nos estúdios Pulse Recording, em Los Angeles, na Califórnia. Embora não tenha recebido qualquer tipo de lançamento em destaque, devido às vendas digitais após a edição do trabalho de originais, conseguiu entrar e alcançar a nona posição na tabela musical da Coreia do Sul, South Korea Gaon International Chart. 
A canção de movimento balada deriva de origens estilísticas soft rock, sendo que o seu arranjo musical consiste no uso de vocais e guitarra. Liricamente, segundo a própria cantora, o tema retrata um amor que nunca morre. "Until It Beats No More" recebeu análises positivas por parte dos profissionais, em que alguns consideraram-na uma ode ao seu ex-marido, Marc Anthony, e ainda, afirmaram ser um dos destaques do disco. A sua divulgação consistiu em interpretações ao vivo pontuais, sendo que a mais notável foi no aniversário do casino Mohegan Sun em Uncasville, Connecticut. O tema foi ainda utilizado para o comercial intitulado "My World", protagonizado por Lopez para promover o Fiat 500. O vídeo mostra a cantora a deixar a cidade de Manhattan e conduzir até à cidade natal Bronx, Nova Iorque. O anúncio gerou controvérsia quando foi revelado que as cenas foram filmadas em Los Angeles e foi usado um duplo para a condução em direção a Bronx.

## Estilo musical e letra
"Until It Beats No More" é uma canção de movimento balada soft rock, com uma duração de três minutos e cinquenta e dois segundos (3:52). Foi escrita por Evan Bogart, Jörgen Elofsson e Troy "Radio" Johnson, sendo que o último também esteve a cargo da produção e da engenharia acústica. Kuk Harrell gravou, produziu e editou os vocais de Lopez no estúdio Pulse Recording em Los Angeles, Califórnia, com ajuda adicional na edição por Chris "Tek" O'Ryan. Trevor Muzzy foi o responsável pela mistura da faixa, enquanto que Shani Gonzales ficou encarregue do A&R adicional.
Liricamente, o tema fala sobre um amor que nunca morre. De acordo com Jennifer, é sobre quando estamos numa fase muito má da nossa vida e encontramos alguém que nos faz acreditar novamente no amor. De seguida, citou o seu marido Marc Anthony como sendo essa mesma pessoa. Monica Herrera da revista Billboard elogiou o seu significado lírico e escolheu a passagem "Sinto a batida de novo, mais forte do que antes". Scott Shetler do PopCrush considerou que a canção também tinha um lado otimista, apresentando o excerto "Estou viva, consigo respirar, eu acredito" como exemplo.
Jody Rosen da publicação Rolling Stone citou "Until It Beats No More" como um dos destaques em Love?, juntamente com "On the Floor". Shane Phoenix da Hot Spots fez uma análise positiva à música, afirmando que o senso vocal de Lopez "permite transmitir o seu brilho". Phoenix concluiu ao afirmar o seguinte: "Se estava à procura de uma nova canção de amor, esta pode ser a sua escolha".

## Divulgação
A cantora fez a primeira interpretação ao vivo da canção a 27 de fevereiro de 2010, durante a apresentação do programa Saturday Night Live, introduzindo-a como "Pieces". A 22 de outubro de 2011, Lopez voltou a cantá-la no concerto de aniversário do casino Mohegan Sun em Uncasville, Connecticut. Antes de começar a performance, a artista afirmou o seguinte: "Vou cantar para vocês a última canção que escrevi sobre o amor... muito mudou desde então".
A 20 de novembro de 2011, a música foi novamente usada como introdução do desempenho de Jennifer na cerimónia anual American Music Awards. A sua indumentária era constituída por um vestido dourado, e como pano de fundo podia-se ler: "O amor... É uma jornada e ainda tenho dúvidas". A artista demonstrou-se abatida, como se fosse chorar. De seguida, fez uma pausa, olhou para cima e retirou a maioria das suas roupas para a interpretação de "Papi". Os críticos consideraram que o "falso abatimento" seria para troçar da situação semelhante que ocorreu no mês anterior, durante o evento que marcou o aniversário do casino Mohegan Sun. A atuação foi comparada ao vídeo musical de "Toxic" por Britney Spears e à própria Lopez em 2001 durante a edição da mesma entrega de prémios.
A obra foi incluída no alinhamento da primeira digressão mundial da cantora, Dance Again World Tour, em 2012. Durante a análise do seu concerto no Dubai, Natalie Long do Tabloid! disse que embora uma grande parte do seu espetáculo tenha sido movimentado, "quando se sentou para cantar, dando a sua voz cheia a canções como 'Until It Beats No More', provou ser o juiz perfeito para o American Idol - o que não pode esta mulher?".

## Uso através dos média

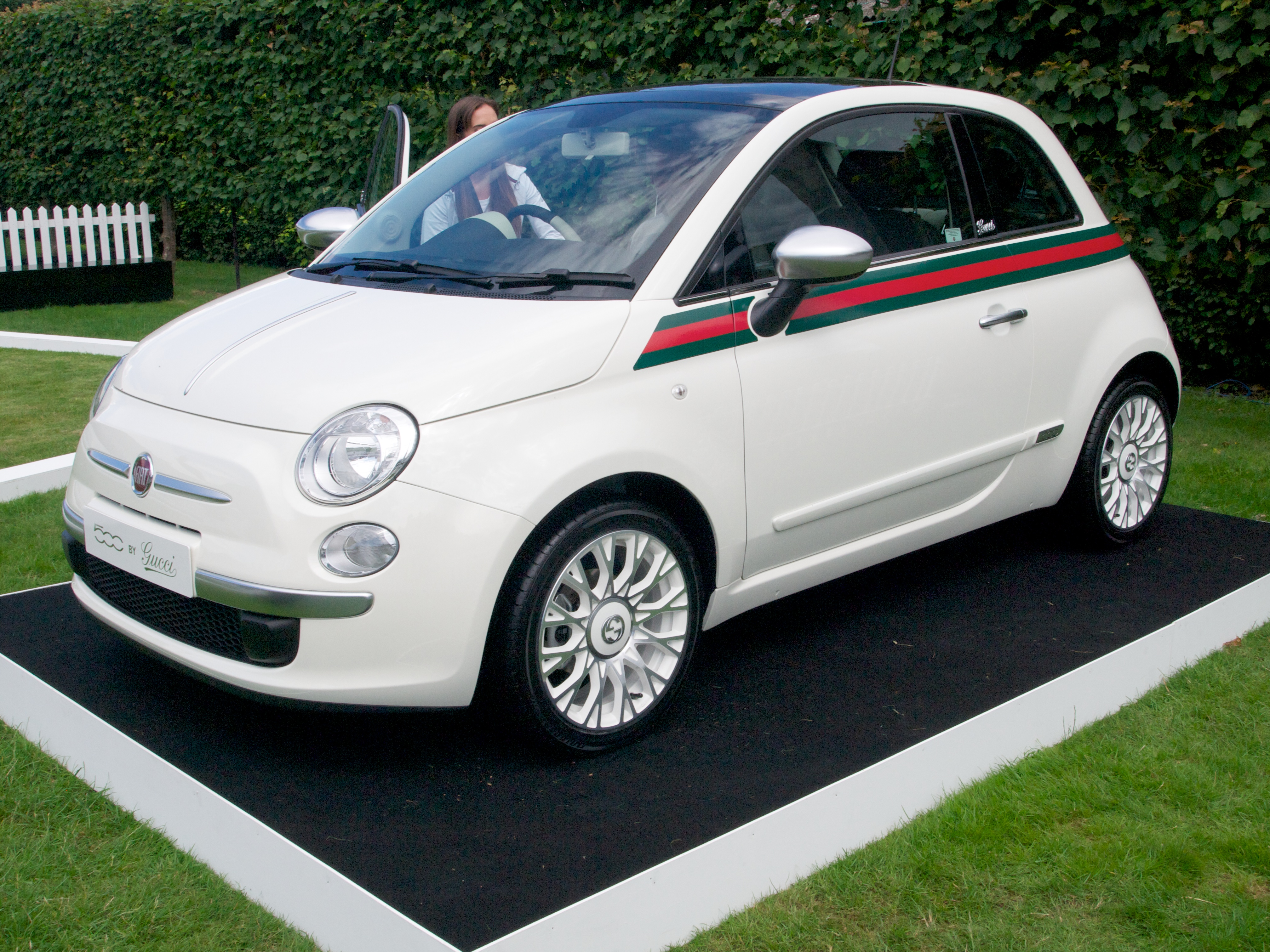
"Until It Beats No More" foi utilizada como música de fundo para a propaganda do Fiat 500.

Em 2011, foi concebido um anúncio para promover o automóvel Fiat 500, e a música de fundo utilizada foi "Until It Beats No More". Intitulado "My World", o vídeo inclui Lopez a sair de Manhattan em direção à sua cidade natal, Bronx. A cantora é mostrada a conduzir o veículo enquanto olha para as paisagens do destino. Pode-se ouvir através da voz-off as seguintes palavras: "Aqui, este é meu mundo. Este lugar inspira-me a ser mais resistente, a ficar mais incisiva, a pensar mais rápido. Podem apenas ser ruas para você, mas para mim, são um recreio".
Após a divulgação do facto que Jennifer não tinha regressado a Bronx para filmar o comercial, gerou-se uma controvérsia entre os média. A artista filmou os planos em Los Angeles e foi utilizado um duplo para as cenas de carro através da sua cidade de nascimento. A marca Fiat e Lopez foram acusados de propaganda enganosa, e a empresa divulgou um comunicado que afirmava o seguinte: "Ambos os anúncios com Jennifer Lopez foram realmente filmados em Bronx, assim como noutros locais. Como devem saber, no mundo de hoje, as pessoas estão cada vez mais móveis e o seu trabalho leva-as para uma variedade de locais. Como resultado, tivemos a oportunidade de filmar onde quer que Ms. Lopez estivesse a trabalhar de forma a conciliar com a sua agenda. A publicidade conta a história de como elementos simples da nossa educação podem ajudar a explicar quem somos, para onde vamos e servir como uma fonte de inspiração para alcançar os nossos objetivos na vida. Uma pessoa não precisa de estar num local específico para ser inspirada ou continuar a ser inspirada"

## Desempenho nas tabelas musicais
Após o lançamento do disco, a faixa conseguiu entrar e alcançar a nona posição na tabela musical da Coreia do Sul, South Korea Gaon International Chart.
| Tabela musical (2011)                    | Melhor posição |
| ---------------------------------------- | -------------- |
| Coreia do Sul - Gaon International Chart | 9              |

## Créditos
Todo o processo de elaboração da canção atribui os seguintes créditos pessoais:
- Jennifer Lopez – vocalista principal;
- Troy "Radio" Johnson – composição, produção;
- Evan Bogart – composição;
- Jörgen Elofsson – composição;
- Kuk Harrell – produção, gravação e edição vocal;
- Josh Gudwin – gravação vocal;
- Jim Annunziato – gravação vocal;
- Chris "Tek" O'Ryan – edição vocal;
- Trevor Muzzy – mistura;
- Shani Gonzales – A&R adicional.